# مجلس العلوم الياباني
مجلس العلوم الياباني (بالإنجليزية: Science Council of Japan)‏ هي منظمة تمثيلية للمثقفين والعلماء اليابانيين في جميع المجالات العلمية، بما في ذلك العلوم الإنسانية، والعلوم الاجتماعية، وعلوم الحياة، والعلوم الطبيعية، والهندسة. رئيس جامعة تويوهاشي التقنية تاكاشي أونيشي، هو الرئيس المنتخب في عام 2016. تم انتخابه لفترتين متتاليتين، ابتداءً من عام 2013. يقع المقر الرئيسي للمجلس في روبونغي، ميناتو-كو في طوكيو. يتم انتخاب أعضاء المجلس من قبل العلماء من جميع المستويات، بما في ذلك العلماء الباحثين. يتم الاعتراف بالأعضاء المنتخبين من قبل حكومة اليابان، على غرار العضوية في الأكاديمية الوطنية للعلوم في الولايات المتحدة، والتي كان المجلس قد تأسس على غرارها. تم تأسيسها في الواقع كسياسة أمريكية بعد الاحتلال الأمريكي لليابان عقب انتهاء الحرب العالمية الثانية. تم تدشينه في يناير 1949 للعمل بشكل مستقل كهيئة قانونية علمية تحت وصاية رئيس الوزراء.
اعتبارًا من عام 2015، يتكون مجلس العلوم في اليابان من 210 عضوًا منتخبًا (يعينهم رئيس الوزراء) و 2000 عضو مُنتسب. يتضمن تشكيلها التنظيمي جمعية عامة ومجلس تنفيذي وثلاثة اجتماعات لكل قسم (وهي العلوم الإنسانية والعلوم الاجتماعية وعلوم الحياة والعلوم الفيزيائية والهندسة) و 30 لجنة قائمة على مجالات التخصص وخمس لجان إدارية للتشغيل ولجان مخصصة لبعض القضايا.

## مقالات متعلقة
- الأكاديمية الوطنية للعلوم
- الأكاديمية الروسية للعلوم
- وزارة التعليم والثقافة والرياضية والعلوم والتقنية